# موج اس

موج اس صفحه‌ای

نمایش انتشار امواج اس در شبکه دو بعدی (شکل تجربی)

امواج اس (به انگلیسی: S-waves) یا امواج ثانویه (به انگلیسی: Secondary waves) یا امواج برشی (به انگلیسی: Shear waves) یکی از انواع امواج لرزه‌ای (یا موج الاستیک) هستند که بر خلاف امواج سطحی می‌تواند از درون جامدات  - از جمله زمین - عبور کنند. امواج اس نسبت به امواج پی مخرب‌تر هستند. این امواج در زمان زمین‌لرزه در کانون زمین‌لرزه تولید می‌شوند و بدلیل بلند بودن طول موجشان - در مقایسه با دیگر امواج زلزله - با سرعت کمتر پخش می‌شوند و دیرتر از دیگر امواج درونی احساس می‌شوند. به همین دلیل به آنها امواج ثانویه گفته می‌شود زیرا دیرتر از موج پی ثبت می‌شوند. لرزه‌سنج می‌تواند این امواج را ثبت کند.
1. ↑  «امواج لرزه ای». آسیا ژیوفیزیک. دسامبر ۲۰۲۲.